# Podu lui Galben
Podu lui Galben – wieś w Rumunii, w okręgu Prahova, w gminie Podenii Noi. W 2011 roku liczyła 380 mieszkańców.